# Tuvalu A-Division 2005
Il campionato di Tuvalu A-Division 2005 è stata la 5ª edizione del campionato, ed è stato vinto dal Nauti Football Club per la 1ª volta.

## Squadre partecipanti
| Club            | Isola     |
| --------------- | --------- |
| Amatuku         | Funafuti  |
| Lakena United A | Nanumea   |
| Nanumaga A      | Nanumanga |
| Nauti A         | Funafuti  |
| Niutao A        | Niutao    |
| Nui A           | Nui       |
| Tamanuku A      | Nukufetau |
| Tofaga A        | Vaitupu   |

## Classifica[1]
|  |    | Classifica finale 2011 | Pti | G | V | N | P | GF | GS | DR  |
|  | -- | ---------------------- | --- | - | - | - | - | -- | -- | --- |
|  | 1. | Nauti A                | 17  | 7 | 5 | 2 | 0 | 26 | 3  | +23 |
|  | 2. | Lakena United A        | 17  | 7 | 5 | 2 | 0 | 23 | 5  | +18 |
|  | 3. | Niutao A               | 12  | 7 | 4 | 0 | 3 | 13 | 10 | +3  |
|  | 4. | Tofaga A               | 11  | 7 | 3 | 2 | 2 | 20 | 13 | +7  |
|  | 5. | Nui A                  | 8   | 7 | 2 | 2 | 3 | 11 | 15 | -4  |
|  | 6. | Tamanuku A             | 7   | 7 | 2 | 1 | 4 | 12 | 21 | -9  |
|  | 7. | Nanumaga A             | 4   | 7 | 0 | 4 | 3 | 11 | 22 | -11 |
|  | 8. | Amatuku                | 1   | 7 | 0 | 1 | 6 | 7  | 23 | -16 |

### Verdetti
- Nauti Campione di Tuvalu 2005.

## Statistiche e record

### Classifica marcatori
| Gol | Rigori |  | Giocatore         | Squadra         |
| --- | ------ |  | ----------------- | --------------- |
| 2   |        |  | Felo Feoto        | Tamanuku A      |
| 2   |        |  | Koloa Tofaga      | Tofaga A        |
| 2   |        |  | Tanelu Tiute      | Tofaga A        |
| 2   |        |  | Viliamo Sekifu    | Tofaga A        |
| 2   |        |  | Pene (calciatore) | Amatuku         |
| 2   |        |  | Sipepa Tailolo    | Lakena United A |
| 1   |        |  | Lale Satalaka     | Nui A           |
| 1   |        |  | Leki              | Tamanuku A      |
| 1   |        |  | Paitela Kelemene  | Tofaga A        |
| 1   |        |  | Jay Timo          | Nauti A         |